# Сущность (Секретные материалы)
«Сущность» (англ. «Essence») — 20-й эпизод 8-го сезона сериала «Секретные материалы». Премьера состоялась 13 мая 2001 года на телеканале FOX. Эпизод позволяет более подробно раскрыть так называемую «мифологию сериала», заданную в пилотной серии.
Режиссёр — Ким Мэннэрс, автор сценария — Крис Картер, приглашённые звёзды — Митч Пиледжи, Аннабет Гиш, Николас Леа, Шейла Ларкен, Джей Аковоне, Кирк Б. Р. Уоллер, Стивен Андерсон, Закари Энсли, Дениз Кросби, Фрэнсис Фишер, Дэвид Пердэм, Арлен Пиледжи.
В США серия получила рейтинг домохозяйств Нильсена, равный 7,7, который означает, что в день выхода серию посмотрели 12,8 миллионов человек.
Главные герои серии — агенты ФБР Джон Доггетт (Роберт Патрик) и Дана Скалли (Джиллиан Андерсон), а также бывший агент ФБР Фокс Малдер (Дэвид Духовны), расследующие сложно поддающиеся научному объяснению преступления, называемые «Секретными материалами».

## Сюжет
Малдер, Скиннер и Доггетт сталкиваются с ужасными последствиями пакта Синдиката с инопланетянами, когда на их пути встаёт Билли Майлс, перепрограммированный в солдата с заданием уничтожить все свидетельства экспериментов, включая ещё не рожденного ребенка Скалли. Они вызывают Монику Рейс на помощь им.